# Croizet-sur-Gand
Croizet-sur-Gand (kRa:ze syR gɑ̃) ist eine französische Gemeinde mit 315 Einwohnern (Stand 1. Januar 2022) im Département Loire in der Region Auvergne-Rhône-Alpes.

## Geschichte
Wie sein Name schon sagt, ist das Dorf an einer Stelle entstanden, wo sich zwei mittelalterliche (vielleicht noch ältere) Straßen kreuzten: Dies war die Grande voie Charra, die von Lyon nach Vichy führte und die Voie Sayette, die Feurs mit Roanne über das rechte Ufer der Loire verband. Ein Arm der Straße bildete die Grenze zwischen dem Beaujolais und dem Forez, wie einem Vertrag zu entnehmen ist, der am 8. Mai 1222 zwischen Guy de Forez und Humbert de Beaujeu geschlossen wurde. Sie verlief ziemlich genau durch den heutigen Weiler Ratille, wo man in einem Brunnen gallo-römische Gegenstände fand.
Croysel wurde im Jahr 1275 als Pfarrei von St. Etienne erwähnt. Im Jahr 1604 gehörte sie zu Lay. Pierre de Pomey wird als Seigneur von Croizet im Jahr 1598 erwähnt.
Der gegenwärtige Namen Croizet-sur-Gand wird 1950 auf Verlangen der Verwaltung eingeführt zur besseren Unterscheidung von anderen, gleichnamigen Orten.
Im Jahr 2012 gab es noch zwei Unternehmen, die Schals herstellten und so die Tradition der Musselin-Fabrikation fortführten; sie beschäftigen noch 35 Personen.

## Bevölkerungsentwicklung
| Jahr                       | 1962 | 1968 | 1975 | 1982 | 1990 | 1999 | 2007 | 2018 |
| Einwohner                  | 231  | 235  | 221  | 218  | 208  | 224  | 261  | 311  |
| Quellen: Cassini und INSEE |      |      |      |      |      |      |      |      |

## Besonderheiten

### Fontaine de Saint Fortunat

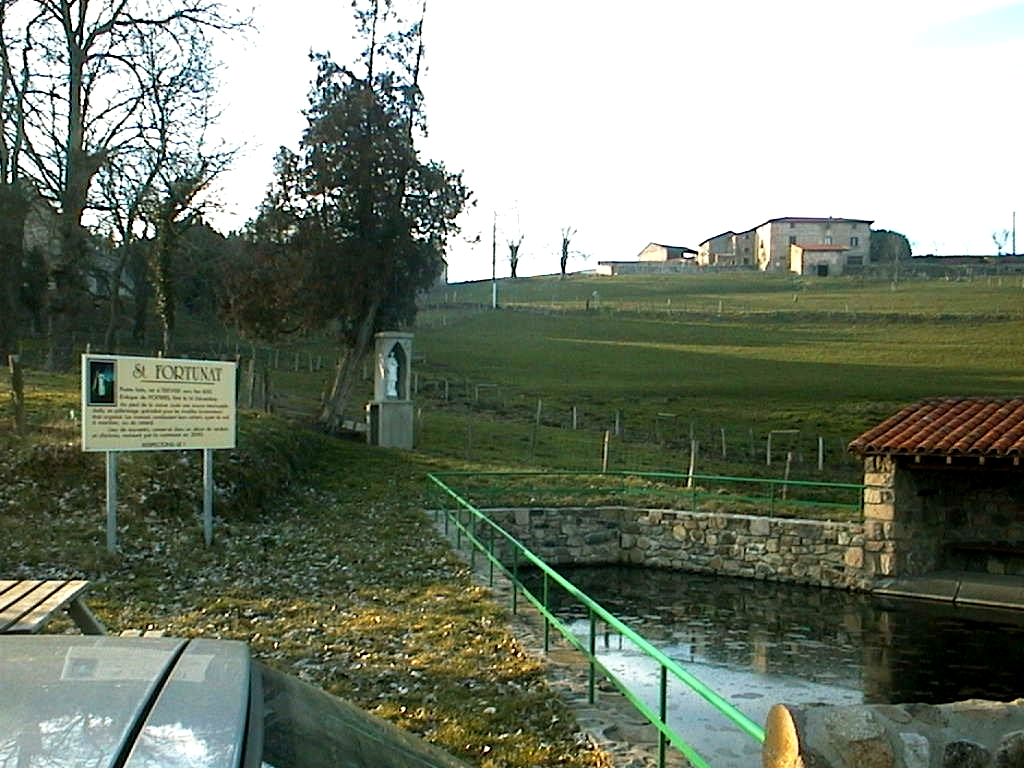
Fontaine St Fortunat

In der Mitte des Dorfes gibt es ein Waschhaus an einer Quelle, in deren klarem Wasser sich die weiße Statue des Fortunat spiegelt. Der römische Dichter wurde 530 in Treviso geboren, er war von 600 bis 610 Bischof von Poitiers. Der Brunnen wurde früher eine Pilgerstätte zur Heilung von Gehbehinderungen; vor allem Mütter führten ihre Kinder hierher, wenn sie spät oder gar nicht laufen lernten.

### LACIM
Croizet ist der Sitz einer wichtigen Vereinigung zur Hilfe für die Dritte Welt: Les amis d’un coin de l’Inde et du monde (LACIM) (‚Freunde eines Teils von Indien und der Welt‘). Die Vereinigung wurde 1968 von der Einwohnerin Claude Charlat gegründet, die ihre Energie bis zu ihrem Tod 2004 dafür einsetzte.